# Liogenys flavida
Liogenys flavida är en skalbaggsart som beskrevs av Moser 1918. Liogenys flavida ingår i släktet Liogenys och familjen Melolonthidae. Inga underarter finns listade i Catalogue of Life.